# Грибовський Владислав Володимирович
Владислав Володимирович Грибовський (нар. 14 лютого 1975, с. Кам'янське, Нікопольський район, Дніпропетровська область) — український історик, кандидат історичних наук (2006), старший науковий співробітник Інституту української археографії та джерелознавства імені М. С. Грушевського НАН України. Член Національної спілки журналістів України. Член Національної спілки краєзнавців України, Наукового товариства ім. Я. П. Новицького.

## Життєпис
Народився 14 лютого 1975 р. у с. Кам'янському Нікопольського району Дніпропетровської області. Батько — Володимир Григорович Грибовський (1927—2002), педагог, історик, краєзнавець, засновник і директор народного музею в с. Придніпровське; мати — Грибовська Софія Іванівна (1936—2021), лікар-лаборант клінічної діагностики (Нікопольська центральна районна лікарня).
У 1992 р. закінчив Кам'янську середню школу, у 1998 — історичний факультет Запорізького державного університету.
Під науковим керівництвом Анатолія Васильовича Бойка захистив дипломну роботу й розпочав підготовку кандидатської дисертації «Ногайські орди Північного Причорномор'я у XVIII — на початку ХІХ ст.» (захищена 2006 р. в Запорізькому національному університеті, науковий керівник Віктор Анатолійович Брехуненко).
З 1998 до 2001 року працював вчителем історії та правознавства Придніпровської загальноосвітньої школи Нікопольського району Дніпропетровської області.
З 2001 до 2007 року працював у Нікопольській районній державній адміністрації на різних посадах.
З вересня 2002 по квітень 2003 рр. працював асистентом кафедри історіографії та всесвітньої історії Херсонського державного університету.
У вересня 2007 до серпня 2011 рр. — виконавчий директор ГО «Інститут суспільних досліджень» (м. Дніпро).
У 2011—2014 рр. — докторант Інституту української археографії та джерелознавства ім. Михайла Грушевського НАН України.
У 2014—2016 рр. — науковий редактор видавництва «Герда» (м. Дніпро).
З 2016 р. — старший науковий співробітник Інституту української археографії та джерелознавства ім. М. Грушевського НАН України.

## Наукова-організаційна діяльність
У 2002—2007 рр. на громадських засадах очолював Нікопольське регіональне відділення Науково-дослідного інституту козацтва історії України НАН України. Організатор конференцій з історії запорозького козацтва й Південної України ранньомодерного часу. Редактор наукового альманаху зазначеної установи «Козацька спадщина» (4 випуски, 2004—2007 рр.).
Редактор історико-культурологічного альманаху «Фронтири міста» (видавництво «Герда», 5 випусків, 2012—2016 рр.
Керівник проекту «Моніторинг бюджету Дніпровської міської ради» за підтримки МФ «Відродження» в 2009 р.
Головний упорядник збірника документів та матеріалів «Петро Калнишевський та його доба» (Київ, 2009. 432 с.)
Головний редактор колективної монографії «Казачество в тюркском и славянском мирах: колл. монография. Казань: Институт археологии им. А. Х. Халикова АН Республики Татарстан, 2018, 804 с.»

## Наукова діяльність
Автор понад 200 наукових і науково-популярних праць з історії ногайців, запорозького козацтва, народів Північного Кавказу, Поволжя, Казахстану. Розробляє концепцію чоловічих спілок як специфічної форми соціальної організації запорозького козацтва й народів Євразійського степу ранньомодерного часу.

## Основні наукові праці
- Нариси з історії Нікопольського району (від найдавніших часів до початку ХХ століття). — КиївНікополь-Запоріжжя: «Тандем-У», 2002. — 399 с. (у співавторстві з Г. Шахровим, В. Мільчевим, С. Леп'явко, І. Стороженком, Ю. Мициком, І. Лиманом, М. Жуковським, І. Савченко, В. Константіновою (Циберт), А. Бойком, Ю. Головко, С. Білівненком, С. Абросимовою, Н. Суревою, І. Анцишкіним, О. Приймаком, В. Чопом).
- Кошовий отаман Петро Калнишевський. Монографія — Дніпропетровськ: Пороги, 2004. — 130 с.
- «Кочівницький феодалізм»: межі теорії і обмеження практики // Україна крізь віки: Збірник наукових праць на пошану академіка НАН України професора Валерія Смолія / За ред. О. Онищенко. — Київ: Інститут історії України НАН України, 2010. — С. 65–86.
- Пейссонель Ш., де. Записка про Малу Татарію / Пер. з фр. В. Лотошникової; вступ. ст., прим. і коментарі В. Грибовського. — Дніпропетровськ: «Герда», 2009. — 80 с.
- Петро Калнишевский та його доба: Збірник документів та матеріалів / Гол. упорядник, вст. ст., ком. В. В. Грибовський. — К., 2009. — 432 с. (за участі В. І. Мільчева та І. Л. Синяка)
- Архімандрит Леонтій (Лука Яценко-Зеленський). Подорожі на Запорозьку Січ у 1749—1750 і 1751 рр. / Упорядники: В. Грибовський, В. Мільчев. — К., 2012. — 100 с.
- Степове порубіжжя XVII – поч. XVIII ст. у документах Державного архіву Воронізької області РФ / упор. В. Грибовський. — Київ, 2016. — 122 с. (Серія «Старожитності Південної України», випуск 28).
- Перепоховання Івана Сірка у 1967 р. Збірка документів / Упор. В. В. Грибовський. — К., 2013. — 100 с.
- Лицарі Дикого Поля. Плугом і мушкетом: Український шлях до Чорного моря / Авт. кол.: О. Бачинська, Т. Вінцковський, В. Грибовський, Н. Діанова, А. Домановський, М. Майоров, В. Маслійчук, Б. Черкас, О. Шишко; Упоряд. К. Галушко. ‒ Х., 2016. ‒ 352 с. ‒ (Історія без цензури)
- Брехуненко В., Грибовський В., Мицик Ю., Піскун В., Синяк І., Тарасенко І. Між конфронтацією та взаємодією: українсько-кримські та українсько-ногайські стосунки в XVII ‒ першій половині XX ст. / За ред. В. Брехуненка. Інститут української археографії та джерелознавства ім. М. С. Грушевського НАН України. ‒ К.: ІУАД, 2018. ‒ 344 с.
- Социальная типология казачьих сообществ // Казачество в тюркском и славянском мирах: колл. монография / отв. ред. В. В. Грибовский, В. В. Трепавлов. — Казань: Институт археологии им. А. Х. Халикова АН Республики Татарстан, 2018. — С. 94–172.
- Проблематика первісних чоловічих спілок в етнології та антропології США другої половини ХІХ – середини ХХ ст. // Scriptorium nostrum. Електронний історичний журнал / голов. ред. В. Андрєєв. — Херсон, 2019. — Вип. 1 (12). — С. 232–253.
- Концепция волшебной сказки В. Я. Проппа и проблема историзма ногайского эпоса // Материалы III международной научно-практической конференции «Ногайцы ХХІ век. История. Язык. Культура. От истоков – к грядущему». — Черкесск: КЧИГИ; Карачаевск: КЧГУ, 2019. — С. 7–21.
- Історичний нарис [міста Нікополь] // Пам’ятки історії та культури міста Нікополь (За матеріалами “Зводу пам’яток історії та культури України”) / упор. Л. М. Голубчик та ін. — Дніпро: Журфонд, 2018. – С. 29–95.
- Історичний нарис [міста Марганець] // Пам’ятки історії та культури міста Марганець (За матеріалами “Зводу пам’яток історії та культури України”) / упор. Л. М. Голубчик та ін. — Дніпро: Журфонд, 2018. — С. 29–107.
- Історичний нарис [міста Покров] // Пам’ятки історії та культури міста Покров. (За матеріалами “Зводу пам’яток історії та культури України”) / упор. Л. М. Голубчик та ін. — Дніпро: Журфонд, 2020. — С. 42–98.
- У затінку Просвітництва. Російське ідеологічне привласнення Південної України в останній третині ХVІІІ – на початку ХІХ ст. // Нариси з історії освоєння Південної України XV–XVIII ст. : колективна монографія / за ред. О. Репана; Укр. ін-т нац. пам’яті. — Київ: К.І.С., 2020. —С. 11–48.
- Картина «Козак Мамай»: витоки образу й ногайські паралелі // Україна в Центрально-Східній Європі. — Київ: Інститут історії України, 2021. — Вип. 19–20. — С. 285–334.